# Villa Otto Braun

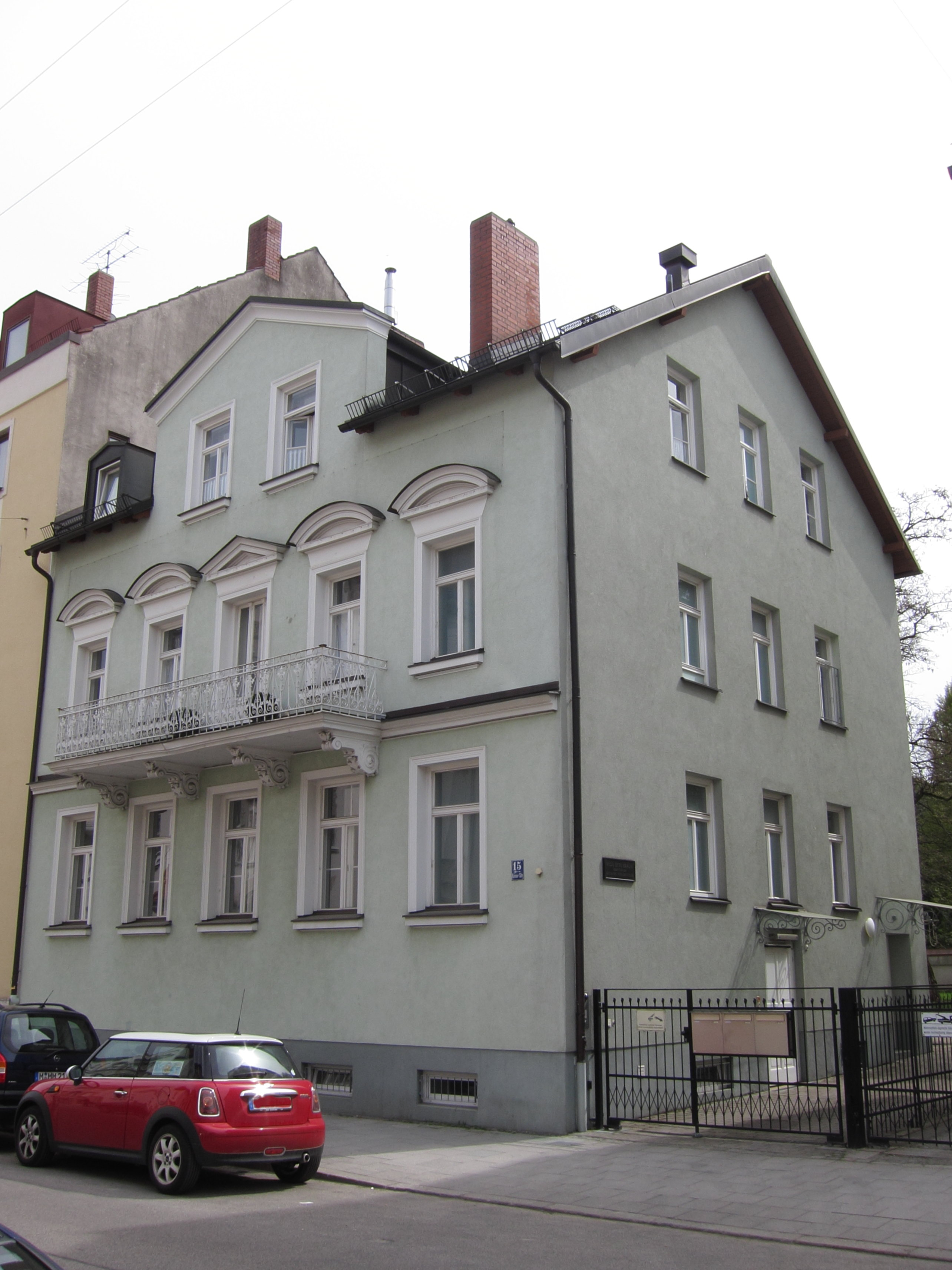
Villa Otto Braun

Die Villa Otto Braun in der Kaiserstraße ist ein Wohngebäude in München. Es ist als Baudenkmal (D-1-62-000-3178) in der Liste der Baudenkmäler in Schwabing eingetragen.

## Beschreibung
Im Jahr 1895 kaufte der Journalist Otto Braun das ungefähr 20 Jahre zuvor fertiggestellte Gebäude und baute es mehrmals bis zur heutigen Villa aus. Im Jahr 1899 schenkte Braun die Villa der Deutschen Schillerstiftung, die vertraglich zur Erhaltung der Villa im möglichst unverändertem Zustand verpflichtet gewesen ist. Otto Brauns Freund Richard Weltrich, der Autor eines im Jahr 1899 veröffentlichten umfangreichen ersten Bandes Friedrich Schillers Biographie, bewohnte mit seiner Familie eine der zwei Wohnungen der Villa. Weltrich diente außerdem als Zeuge der Schenkungsurkunde vom 10. Oktober 1895.
Eine Generalkonferenz der Schillerstiftung am 21. und 22. Oktober in Weimar bestätigte die vertraglichen Vereinbarungen „Mit freudigem Danke“. Sie verlieh Otto Braun zudem die Ehrenmitgliedschaft. Anwesende der Konferenz waren neben Schillers Enkel Ludwig von Gleichen-Rußwurm unter anderem Karl Rothe, Julius Grosse, Paul von Bojanowski, Adolf Mirus, Ludwig Weniger, Bernhard Suphan, Adalbert von Hanstein, Ludwig Kunwald, Eduard Duboc, Richard Weltrich und Johannes Fastenrath.
Im Jahr 1995 wurde eine Neugründung der Schillerstiftung notwendig und offenbar neue finanzielle Mittel. Zu diesem Zweck wurde die Villa im gleichen Jahr verkauft. Der Erlös diente fortan als Grundlage der Fördertätigkeit der Stiftung.
Die Villa befindet sich in der Kaiserstraße 15 in Schwabing, gut 100 Meter westlich der Leopoldstraße. Zum Zeitpunkt der Stiftung lautete die Adresse Kaiserstraße 8.

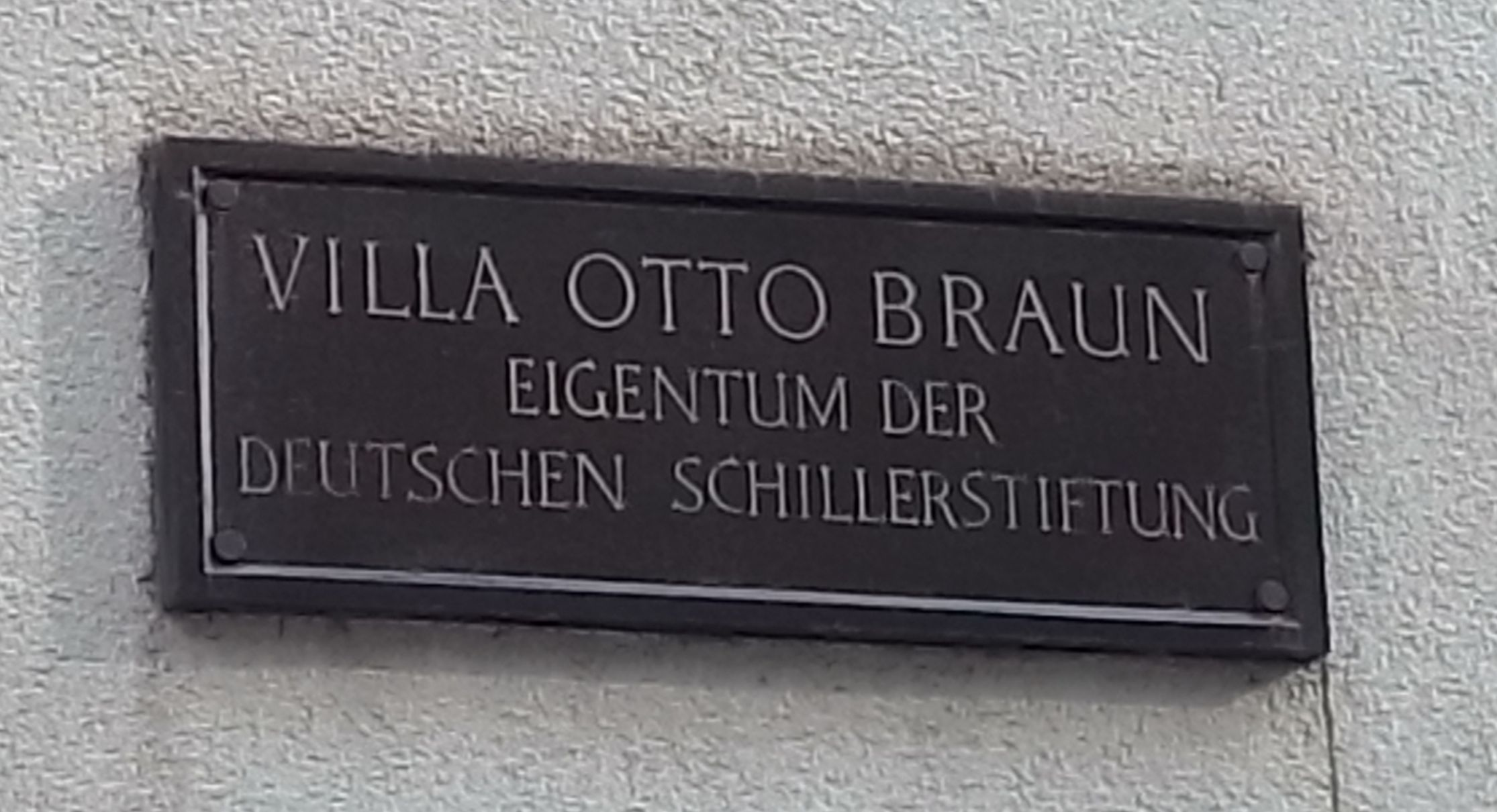
Marmortafel, westliche Außenwand

Eine schwarze Marmortafel wurde an einer Außenseite angebracht und erinnert seitdem an den Stifter Braun und die Deutsche Schillerstiftung, die die Villa einst eignete. Die Tafel war nach vertraglicher Regelung zu erhalten.